# Yukarism
Yukarism (ゆかりズム?) è un manga scritto e disegnato da Chika Shiomi. La serie è stata serializzata sulla rivista Bessatsu Hana to yume di Hakusensha dal 26 ottobre 2010 al 26 marzo 2014 e in seguito raccolta in quattro volumi tankōbon.

## Trama
Yukari Kobayakawa è un diciassettenne scrittore di romanzi storici, la sua ambientazione preferita è l'epoca Edo. La sua accuratezza storica e la caratterizzazione dei personaggi è molto precisa perché il ragazzo ha spesso dei sogni o delle visioni in cui ricorda questo periodo antico, sostenendo di esserne stato parte.
L'incontro con la compagna di scuola Mahoro Tachibana amplificherà ulteriormente queste sensazioni, Yukari è infatti convinto di averla già incontrata e proprio nel periodo Edo. Una sera addormentandosi, Tukari si risveglia proprio nell'epoca storica Edo, salvo però essere una donna e, in particolare una oiran ovvero una cortigiana d'alto rango.
In un altalenarsi di passato e presente, i due ragazzi dovranno sciogliere i nodi del rapporto che li lega e che li unisce al periodo Edo prima che un terribile destino si ripeta sulle loro vite come già accaduto una volta.